# Aleix García
Aleix García Serrano (Ulldecona, Tarragona, España, 28 de junio de 1997) es un futbolista español que juega como centrocampista en el Bayer Leverkusen de la Bundesliga.

## Trayectoria
Nacido en Ulldecona, se unió al Villarreal C. F. en 2005. Hizo su debut sénior el 26 de abril de 2014 con 16 años de edad, entrando en la segunda parte con el Villarreal C. F. "B" en una victoria por 1–0 contra el C. F. Badalona de la Segunda División B española.
Debutó con el primer equipo en La Liga española el 23 de mayo de 2015, reemplazando a Antonio Rukavina en la derrota por 4–0 contra el Athletic Club.
El 27 de agosto de 2015 se incorporó a la liga inglesa tras ser fichado por el filial del Manchester City F. C.
Debutó con el primer equipo del Manchester City el 21 de febrero de 2016 en la derrota por 5-1 contra el Chelsea F. C. jugando los 90 minutos del partido. Tras ser nominado como finalista al mejor "EDS Player of the Year" de la temporada 2015-16, participó en la pretemporada del primer equipo en Múnich y en su gira por China. El 17 de septiembre debutó en la Premier League contra el AFC Bournemouth bajo las órdenes de Pep Guardiola.
En 2017 fue cedido al Girona F. C., donde estuvo dos temporadas.
El 2 de septiembre de 2019 salió cedido al Royal Excel Mouscron. Tras finalizar el préstamo y no aceptar la oferta de renovación, quedó libre al finalizar su contrato con el conjunto citizen.
El 5 de octubre de 2020 fichó por el F. C. Dinamo de Bucarest. Abandonó el club en enero de 2021 y regresó al fútbol español para jugar en la S. D. Eibar. En julio de ese mismo año volvió al Girona F. C., firmando por dos campañas más una opcional. En esta segunda etapa consiguió un ascenso a Primera División y en junio de 2023 renovó su contrato hasta 2026. La siguiente temporada disputó 37 partidos en la Liga y ayudó al equipo a finalizar en tercera posición y clasificarse para disputar la Liga de Campeones de la UEFA.
El 13 de junio de 2024 se marchó por segunda vez del Girona F. C. después de ser traspasado al Bayer 04 Leverkusen con el que firmó un contrato hasta junio de 2029.

## Selección nacional
El 10 de noviembre fue convocado por primera vez con la selección de España para dos partidos de clasificación para la Eurocopa 2024 ante Chipre y Georgia. Debutó el día 16 contra los chipriotas después de sustituir a Mikel Merino en el descanso.

## Estadísticas

### Clubes
Actualizado al último partido disputado el 17 de mayo de 2025.
| Club                               | Div.          | Temporada     | Liga  | Liga  | Liga   | Copas nacionales | Copas nacionales | Copas nacionales | Copas internacionales | Copas internacionales | Copas internacionales | Total | Total | Total  |
| Club                               | Div.          | Temporada     | Part. | Goles | Asist. | Part.            | Goles            | Asist.           | Part.                 | Goles                 | Asist.                | Part. | Goles | Asist. |
| ---------------------------------- | ------------- | ------------- | ----- | ----- | ------ | ---------------- | ---------------- | ---------------- | --------------------- | --------------------- | --------------------- | ----- | ----- | ------ |
| Villarreal C. F. "B" · España      | 2.ª B         | 2013-14       | 3     | 0     | 0      | —                | —                | —                | —                     | —                     | —                     | 3     | 0     | 0      |
| Villarreal C. F. "B" · España      | 2.ª B         | 2014-15       | 7     | 0     | 0      | —                | —                | —                | —                     | —                     | —                     | 7     | 0     | 0      |
| Villarreal C. F. "B" · España      | Total club    | Total club    | 10    | 0     | 0      | 0                | 0                | 0                | 0                     | 0                     | 0                     | 10    | 0     | 0      |
| Villarreal C. F. "C" · España      | 3.ª           | 2014-15       | 7     | 4     | 0      | —                | —                | —                | —                     | —                     | —                     | 7     | 4     | 0      |
| Villarreal C. F. "C" · España      | Total club    | Total club    | 7     | 4     | 0      | 0                | 0                | 0                | 0                     | 0                     | 0                     | 7     | 4     | 0      |
| Villarreal C. F. · España          | 1.ª           | 2014-15       | 1     | 0     | 0      | 0                | 0                | 0                | —                     | —                     | —                     | 1     | 0     | 0      |
| Villarreal C. F. · España          | Total club    | Total club    | 1     | 0     | 0      | 0                | 0                | 0                | 0                     | 0                     | 0                     | 1     | 0     | 0      |
| Manchester City F. C. Inglaterra   | 1.ª           | 2015-16       | 0     | 0     | 0      | 1                | 0                | 0                | 0                     | 0                     | 0                     | 1     | 0     | 0      |
| Manchester City F. C. Inglaterra   | 1.ª           | 2016-17       | 4     | 0     | 0      | 4                | 1                | 0                | 0                     | 0                     | 0                     | 8     | 1     | 0      |
| Manchester City F. C. Inglaterra   | Total club    | Total club    | 4     | 0     | 0      | 5                | 1                | 0                | 0                     | 0                     | 0                     | 9     | 1     | 0      |
| Girona F. C. · España              | 1.ª           | 2017-18       | 20    | 1     | 0      | 1                | 0                | 0                | —                     | —                     | —                     | 21    | 1     | 0      |
| Girona F. C. · España              | 1.ª           | 2018-19       | 31    | 2     | 1      | 3                | 0                | 3                | —                     | —                     | —                     | 34    | 2     | 4      |
| Royal Excel Mouscron · Bélgica     | 1.ª           | 2019-20       | 23    | 5     | 3      | 2                | 0                | 0                | —                     | —                     | —                     | 25    | 5     | 3      |
| Royal Excel Mouscron · Bélgica     | Total club    | Total club    | 23    | 5     | 3      | 2                | 0                | 0                | 0                     | 0                     | 0                     | 25    | 5     | 3      |
| F. C. Dinamo de Bucarest · Rumania | 1.ª           | 2020-21       | 7     | 0     | 0      | 1                | 0                | 0                | —                     | —                     | —                     | 8     | 0     | 0      |
| F. C. Dinamo de Bucarest · Rumania | Total club    | Total club    | 7     | 0     | 0      | 1                | 0                | 0                | 0                     | 0                     | 0                     | 8     | 0     | 0      |
| S. D. Eibar · España               | 1.ª           | 2020-21       | 11    | 0     | 1      | ―                | ―                | ―                | —                     | —                     | —                     | 11    | 0     | 1      |
| S. D. Eibar · España               | Total club    | Total club    | 11    | 0     | 1      | 0                | 0                | 0                | 0                     | 0                     | 0                     | 11    | 0     | 1      |
| Girona F. C. · España              | 2.ª           | 2021-22       | 42    | 0     | 5      | 3                | 1                | 0                | —                     | —                     | —                     | 45    | 1     | 5      |
| Girona F. C. · España              | 1.ª           | 2022-23       | 30    | 1     | 6      | 2                | 0                | 0                | —                     | —                     | —                     | 32    | 1     | 6      |
| Girona F. C. · España              | 1.ª           | 2023-24       | 37    | 3     | 6      | 3                | 0                | 0                | —                     | —                     | —                     | 40    | 3     | 6      |
| Girona F. C. · España              | Total club    | Total club    | 160   | 7     | 18     | 12               | 1                | 3                | 0                     | 0                     | 0                     | 172   | 8     | 21     |
| Bayer Leverkusen · Alemania        | 1.ª           | 2024-25       | 28    | 3     | 4      | 4                | 1                | 0                | 10                    | 1                     | 0                     | 42    | 5     | 4      |
| Bayer Leverkusen · Alemania        | Total club    | Total club    | 28    | 3     | 4      | 4                | 1                | 0                | 10                    | 1                     | 0                     | 42    | 5     | 4      |
| Total carrera                      | Total carrera | Total carrera | 251   | 19    | 26     | 24               | 3                | 3                | 10                    | 1                     | 0                     | 285   | 23    | 29     |

## Palmarés

### Títulos nacionales
| Título                | Equipo           | País     | Año  |
| --------------------- | ---------------- | -------- | ---- |
| Supercopa de Alemania | Bayer Leverkusen | Alemania | 2024 |